# Fluxo de massa
Fluxo de massa, também conhecido como transferência de massa e fluxo volúmico ou mássico, é o movimento de substâncias a iguais taxas ou como um único corpo. Por exemplo, a circulação do sangue, o transporte de água e assimila em vasos do xilema e tubos do floema de plantas. Esta baseia-se na coesão das moléculas de água umas às outras e a adesão à parede dos vasos por pontes de hidrogênio. Se uma bolha de ar ocorre o fluxo será interrompido como a coluna de fluido está quebrada, e pela diferença de pressão no vaso não pode ser transmitida, o que é chamado um bloqueio por ar.